# LaFerrari
LaFerrari (также известен как Ferrari F70/F150) — гибридный суперкар  итальянской фирмы Ferrari, первый серийный гибридный автомобиль компании. Выпущен ограниченной серией в 2013 году.
Свои намерения выпустить преемника знаменитого Ferrari Enzo фирма впервые высказала ещё в марте 2007 года. В сентябре стала известна примерная цена и мощность автомобиля. В конце 2009 года компания снова опубликовала данные о суперкаре, в 2010 также напомнив о желании запустить в серию нового флагмана. В 2011 итальянская марка заявила, что автомобиль будет гибридным, а на следующий год стало известно о системе рекуперации HY-KERS, впервые применённую на автомобилях марки. Затем, в апреле, на автосалоне в Пекине компания представила воочию саму гибридную установку. В июне появились шпионские фотографии версии в камуфляже, в декабре Ferrari показали тизер автомобиля. На Женевском автосалоне 2013 года готовая версия суперкара была наконец представлена, также только на самом моторшоу появилось официальное имя самого мощного купе компании. Цена автомобиля превышает 1,3 миллиона евро, всего произведено 499 экземпляров. Специально произведённый для благотворительности 500-й LaFerrari был продан в декабре 2016 года за 7 миллионов долларов. Все средства направлены на помощь жертвам серии землетрясений, которые произошли осенью 2016 года в Италии. Данный автомобиль стал самым дорогим из выпущенных в XXI веке. Планировалось, что в 2017 году выйдет новая модель — Ferrari Laferrari Spider.

## Кузов
В основе LaFerrari лежит монокок из 4 видов карбонового материала и массой 70 кг, что на 20 % легче Enzo, разработанный гоночным подразделением компании — Scuderia Ferrari. Аэродинамику кузова обеспечивают активные элементы, увеличивающие прижимную силу в нужный момент. По сравнению с предшественником жёсткость кузова на кручение увеличилась на 30 %, а на изгиб — на 25 %. Соотношение масс составляет 40 / 60 %, перевес на заднюю ось компания сделала специально, найдя такое соотношение оптимальным. Центр тяжести также был снижен на 33.75 мм.

## Подвеска и тормоза
Спереди у LaFerrari двухрычажная подвеска, сзади — многорычажная. Активные амортизаторы содержат двойные соленоиды и магнетореологическую жидкость. Хорошую управляемость обеспечивают электронно-управляемый задний дифференциал E-Diff 3, противобуксовочная система и электронный контроль устойчивости. Как и многие другие суперкары, LaFerrari имеет карбон-керамические тормоза Brembo размером 398 мм спереди и 380 мм сзади. Шины — Pirelli P-Zero, размером 265/30 R19 спереди и 345/30 R20 сзади.

## Двигатель и КПП
Силовую установку LaFerrari получил от Ferrari FXX, однако, вкупе с 12-цилиндровым атмосферным бензиновым двигателем объёмом 6262 см³, работают 2 электромотора. Отдача бензинового агрегата ограничена 800 л. с., а совокупная мощность силовой установки составляет 963 л. с. и более 900 Н•М. Первый электромотор вживлён в корпус 7-скоростной роботизированной трансмиссии с двумя сцеплениями и трудится непосредственно на задние колёса, второй — питает вспомогательное оборудование. Литиево-ионные аккумуляторы расположены в панели пола и весят 60 килограмм. Их подзарядку обеспечивает рекуперативное торможение и тяга двигателя, если она в данный момент не используется.

## Динамические характеристики и салон
Трассу во Фьорано, которую проходит каждый автомобиль компании, LaFerrari преодолевает менее чем за 1 минуту и 20 секунд , что на 5 секунд быстрее результата Enzo Ferrari. До 200 км/ч автомобиль разгоняется за 7 секунд, а до 300 — за 15.
В интерьере автомобиля также преобладает углепластиковый материал, но также присутствует алькантара и натуральная кожа. Руль имеет квадрато-образную форму, приборная панель за ним сложена сплошным дисплеем. Кресла автомобиля имеют фиксированное положение, вместо них регулируются руль и педали. Над посадкой и управляемостью работали гонщики Фернандо Алонсо и Фелипе Масса. Фары автомобиля имеют форму последних новинок компании, а двери, как и у модели Enzo, открываются вверх.

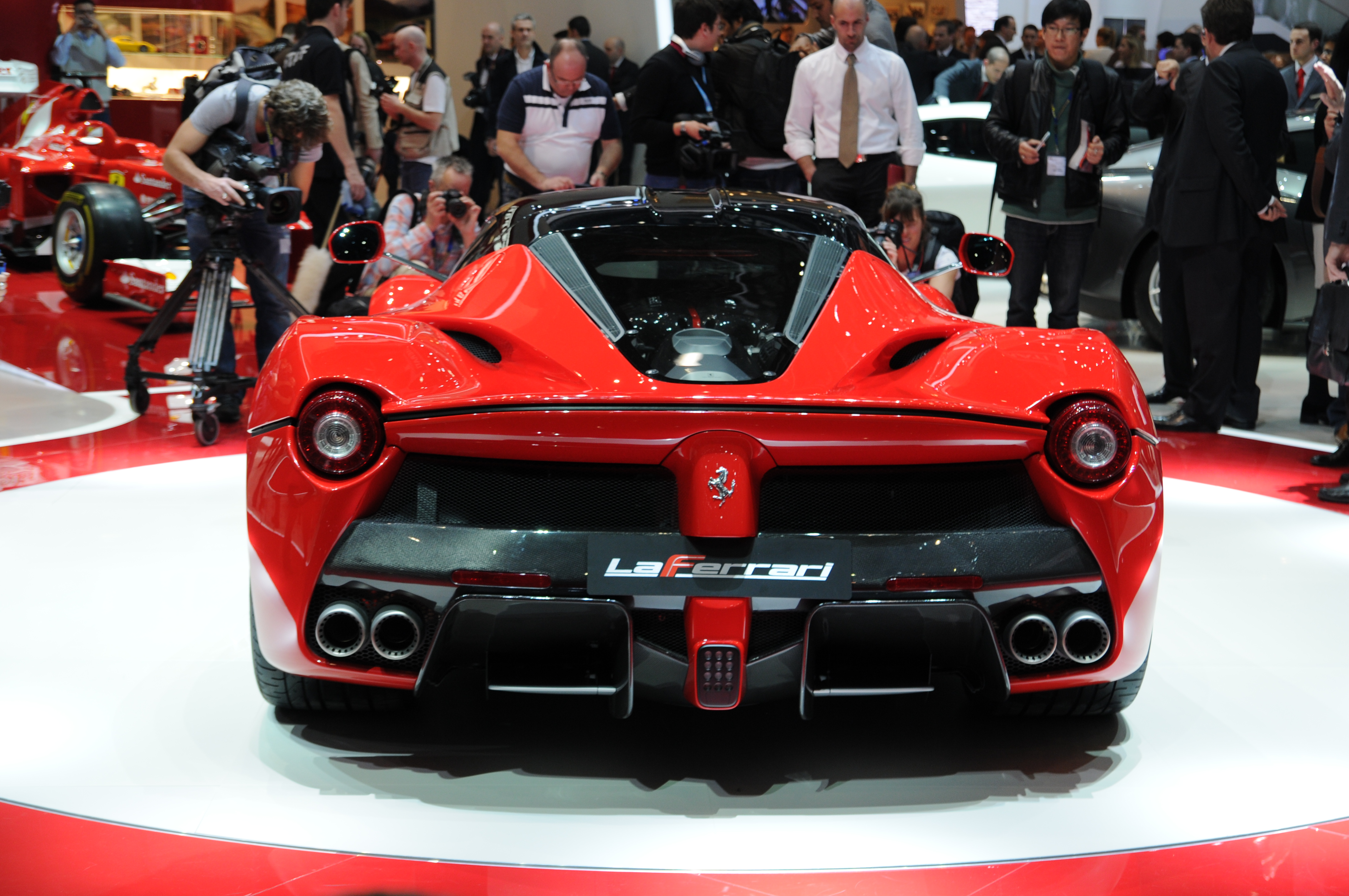
Вид сзади
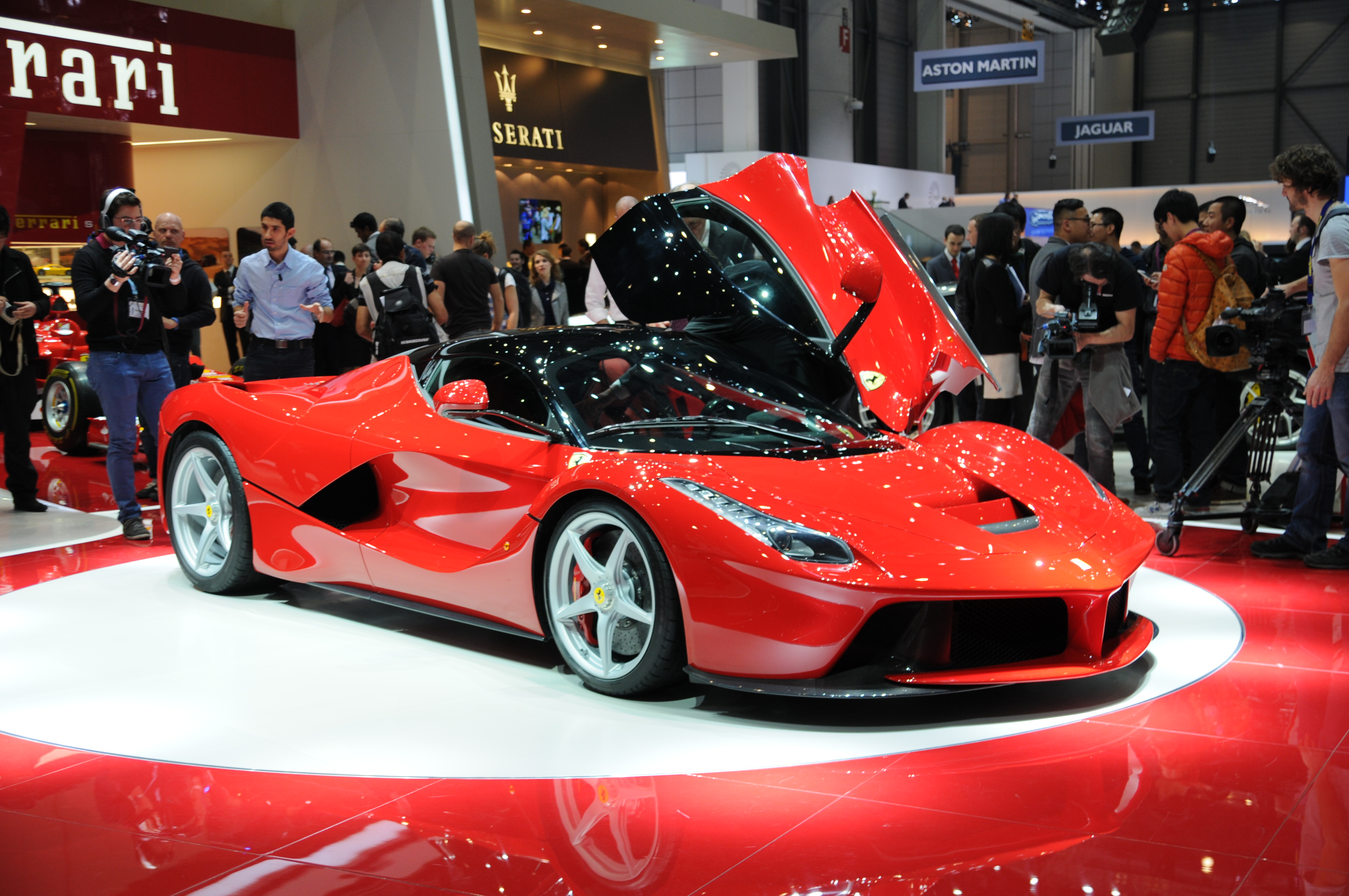
Вид сбоку